# Tarenna trichurensis
Tarenna trichurensis là một loài thực vật có hoa trong họ Thiến thảo. Loài này được Sasidh. & Sivar. miêu tả khoa học đầu tiên năm 1990.